# The Good Wife
The Good Wife (sv: "den goda hustrun") är en amerikansk dramaserie skapad och skriven av Robert och Michelle King. Serien hade premiär i USA den 22 september 2009 på CBS. The Good Wife är en TV-serie med flera berättelser som spelas upp över flera avsnitt, såväl som fristående berättelser som avslutas i slutet av varje avsnitt.
The Good Wife vann flera utmärkelser, inklusive fem Emmys. Serien har fått beröm för sin inblick i sociala medier och internet i samhället, politik och lag. Det anses av flera kritiker vara TV:s "sista stora drama". Det sista avsnittet sändes den 8 maj 2016. En spinoff med titeln The Good Fight, centrerad kring Baranskis karaktär Diane Lockhart, hade premiär i februari 2017.

## Handling
Serien fokuserar på Alicia Florrick (Julianna Margulies), vars make Peter (Chris Noth), före detta distriktsåklagare för Cook County, Illinois har fängslats efter en ökänd politisk korruption och sexskandal. Efter att ha tillbringat de senaste 13 åren som hemmafru, återvänder Alicia till arbetslivet som advokat för att försörja sina två barn.

## Produktion

### Idé
Författarna Michelle och Robert King ville skapa en serie som fokuserade på makan till en högprofilerad politiker efter en offentlig sexskandal. De fick idén efter att de observerade framstående amerikanska skandaler av denna typ, till exempel president Bill Clinton och senatorn John Edwards. Bilden av en maka som stod tyst bredvid sin make när han offentligt medger sitt sexuella eller politiska misskötsel hade blivit kliché, enligt Robert King.

### Produktionsteam
Serien skapades av Michelle och Robert King, som fungerade som verkställande producenter och show runners. Paret hade producerat den kortlivade TV-serien In Justice som sändes i början av 2006. Skaparna hade tidigare arbetat mycket med långfilmer. Scott Free-produktioner hjälpte till att finansiera The Good Wife och Ridley Scott och Tony Scott (tills hans död) krediteras som verkställande producenter.
Även om serien utspelar sig i Chicago, är den filmad i New York. Paret Kings och manusförfattarna är baserade i Los Angeles och använde telekonferenser för att planera med regissören för varje avsnitt.

## Avsnitt
Huvudartikel: Lista över avsnitt av The Good Wife
Lista över avsnitt av The Good Wife

## Rollista

### Huvudroller
- Julianna Margulies som Alicia Florrick, maka till Peter, en vanhedrad distriktsåklagare, hon återvänder till jobbet som biträdande jurist på advokatbyrån Stern, Lockhart & Gardner, genom sin gamla skolvän Will Gardner, som hon är romantiskt intresserad av. Efter att ha tillbringat många år som "den goda hustrun" befinner sig Alicia längst ner på karriärstegen och försöker jonglera både hem- och yrkesliv med den pågående skandalen kring hennes make, som hon har två barn med, Zach och Grace.
- Matt Czuchry som Cary Agos, en ung Harvard-utbildad advokat. Under den första säsongen är han biträdande jurist på Lockhart Gardner med Alicia Florrick. I det första avsnittet konstateras det att det bara finns en permanent position vilket sätter Cary i konkurrens med Alicia.
- Archie Panjabi som Kalinda Sharma (säsong 1–6), firmans inhemska utredare: Kalinda arbetade tidigare för Peter i tre år. Han avskedade henne efter att ha anklagat henne för att ha arbetat två jobb.[9]
- Graham Phillips som Zachary Florrick (säsong 1–5; återkommande säsong 6–7), Alicia och Peter Florricks tonårsson.Han är äldst av Florricks två barn, äldre bror till Grace Florrick och barnbarn till Jackie Florrick. Zach har ett intresse för politik, vid ett tillfälle gick han med i Peters kampanj som praktikant.
- Makenzie Vega som Grace Florrick, Alicia och Peter Florricks tonårsdotter. Hon är yngst av Florricks två barn, yngre syster till Zach Florrick och barnbarn till Jackie Florrick. Även om hon är vacker och godhjärtad är hon utan vänner, vilket förmodligen beror på hennes personlighet.
- Josh Charles som Will Gardner (säsong 1–5; gäst säsong 6–7), en senior partner på Stern, Lockhart & Gardner. En gammal vän till Alicia, i pilotavsnittet hjälpte han henne att få jobb hos byrån och försöker ständigt undvika att verka som om han gynnar henne. Detta kompliceras av det faktum att de två har känslor för varandra.
- Christine Baranski som Diane Lockhart, en senior partner på firman. Hon är liberal och är en kämpe för kvinnofrågor. Hon har starka åsikter om många frågor, bland annat om vapen och våld, även om hon hade en romantisk relation med en konservativ ballistisk expert.
- Alan Cumming som Eli Gold (säsong 2–7; återkommande säsong 1), Peter Florricks kampanjstrateg och krishanterare. Eli konsulterar Peter när han överväger en återgång till ämbetet. Hans ledningsstil är att vara rakt på sak, ofta oförskämd.[10]
- Zach Grenier som David Lee (säsong 5–7; återkommande säsong 1–4), chef för familjerätt, en skilsmässoadvokat och en aktiepartner på Lockhart Gardner. Avdelningen för familjerätt ansvarar för en betydande del av byråns inkomster, så David har mer inflytande än Diane eller Will skulle vilja.
- Matthew Goode som Finley "Finn" Polmar (säsong 5–6), introducerad i femtonde avsnittet av femte säsongen. Finn Polmar är distriktsåklagarens assistent som åtalade Jeffrey Grant (spelat av Hunter Parrish) som försvarades av Will Gardner. Under en skottlossning i rättssalen skadas Finn och drar en döende Will till säkerhet.[11]
- Cush Jumbo som Lucca Quinn (säsong 7), en advokat som Alicia möter i början av den sjunde säsongen. De blir snart affärspartners och utvecklar en nära vänskap.[12]
- Jeffrey Dean Morgan som Jason Crouse (säsong 7), en lugn, erfaren utredare som Alicia anställer under den sjunde säsongen, han blir ett kärleksintresse för Alicia.

### Återkommande roller
- Chris Noth som Peter Florrick
- Mary Beth Peil som Jackie Florrick
- Renée Elise Goldsberry som Geneva Pine
- Michael Boatman som Julius Cain
- Mike Colter som Lemond Bishop
- Titus Welliver som Glenn Childs
- Dreama Walker som Becca
- Gary Cole som Kurt MacVeigh
- Martha Plimpton som Patti Nyholm
- Jill Flint som Lana Delaney
- Kevin Conway som Jonas Stern
- Carrie Preston som Elsbeth Tascioni
- Dylan Baker som Colin Sweeney
- Joe Morton som Daniel Golden
- Mamie Gummer som Nancy Crozier
- Dallas Roberts som Owen Cavanaugh
- Michael J. Fox som Louis Canning
- Mike Pniewski som Frank Landau
- Anika Noni Rose som Wendy Scott-Carr
- Tim Guinee som Andrew Wiley
- Sarah Steele som Marissa Gold
- Skipp Sudduth som Jim Moody
- America Ferrera som Natalie Flores
- Scott Porter som Blake Calamar
- Michael Ealy som Derrick Bond
- Jerry Adler som Howard Lyman
- John Benjamin Hickey som Neil Gross
- Matthew Perry som Mike Kresteva
- Parker Posey som Vanessa Gold
- Anna Camp som Caitlin d'Arcy
- Monica Raymund som Dana Lodge
- Jess Weixler som Robyn Burdine
- Miriam Shor som Mandy Post
- Stockard Channing som Veronica Loy
- Nathan Lane som Clarke Hayden
- Marc Warren som Nick Saverese
- Amanda Peet som Kapten Laura Hellinger
- Maura Tierney som Maddie Hayward
- T.R. Knight som Jordan Karahalios
- Steven Pasquale som Johnny Elfman
- Vanessa L. Williams som Courtney Paige
- Margo Martindale som Ruth Eastman
- F. Murray Abraham som Burl Preston
- Lisa Edelstein som Celeste Serrano

## Mottagande
The Good Wife har fått god kritik. New York Times skrev att The Good Wife "sticker ut bland höstens nya serier" och att det är "flera mil före något annat som visas just nu." Kritiker berömde seriens skådespelare. Salt Lake Tribune rankade The Good Wife som nummer 3 i sin lista över topp 10-serierna år 2011 och menade att "blandningen av fascinerande juridiskt drama och ännu mer fascinerande personligt drama är utmärkt."

## Priser i urval
Julianna Margulie har vunnit en Golden Globe (2009) och två Screen Actors Guild Award (2010 och 2011) för sin roll i serien. Archie Panjabi, som spelar advokatbyråns skickliga och gatusmarta utredare Kalinda Sharma, vann 2010 en Emmy för bästa kvinnliga biroll i en dramaserie. 2011 fick TV-serien en Peabody Award. Julianna Margulies som spelar Alicia Florrick vann 2011 och 2014 en Emmy som bästa skådespelerska i en dramaserie.

## Spin-off
Michelle och Robert King uppgav i februari 2016 att det fanns en möjlighet för en spin-off-serie. 
I september 2016 bekräftades det att serien med 10 avsnitt skulle ha premiär i februari 2017. Seriens titel The Good Fight tillkännagavs den 31 oktober 2016.